# Liste der Orte im Landkreis Südliche Weinstraße

Wappen des Landkreises Südliche Weinstraße

Die Liste der Orte im Landkreis Südliche Weinstraße enthält die Städte, Verbandsgemeinden, Ortsgemeinden und Gemeindeteile im Landkreis Südliche Weinstraße in Rheinland-Pfalz.
Es handelt sich dabei um das amtliche Verzeichnis der Gemeinden und Gemeindeteile und setzt sich zusammen aus dem vom Statistischen Landesamt Rheinland-Pfalz geführten amtlichen Namensverzeichnis der Gemeinden und dem vom Landesamt für Vermessung und Geobasisinformation Rheinland-Pfalz geführten amtlichen Verzeichnis der Gemeindeteile.

## Verbandsgemeinde Annweiler am Trifels
Gemeinden und Gemeindeteile in der Verbandsgemeinde Annweiler am Trifels:
- Albersweiler
  - Langenscheiderhof
  - Sankt Johann
  - Ziegelhütte
- Annweiler am Trifels, Stadt
  - Annweiler am Trifels
  - Forsthaus Annweiler
  - Burghotel auf den Schloßäckern
  - Haus Vieregg
  - Papierfabrik Pörringer
  - Sarnstall (Ortsbezirk)
  - Steinbruch
  - Turnerheim
  - Bindersbach (Ortsbezirk)
  - Gräfenhausen (Ortsbezirk)
  - Am Adelberg
  - In der Lehmgrube
  - Mettenbacherhof
  - Rothenhof
  - Waldeck, Hof
  - Am Rothenhof
  - Queichhambach (Ortsbezirk)
  - Am Bahnhof Albersweiler
  - Gut Hohenberg
  - Haus Hoecker
  - Neumühle, Fabrik
- Dernbach
- Eußerthal
  - Am Igelweiher
  - Forsthaus und Forellenzuchtanstalt Kaltenbrunnen
  - Sanatorium Eußerthal
  - Vogelstockerhof
- Gossersweiler-Stein
  - Gossersweiler
  - Stein
- Münchweiler am Klingbach
- Ramberg
  - Modenbacherhof
- Rinnthal
- Silz
- Völkersweiler
  - Josefshof
- Waldhambach
- Waldrohrbach
- Wernersberg
  - Kaisermühle
  - Knochenmühle

## Verbandsgemeinde Bad Bergzabern
Gemeinden und Gemeindeteile in der Verbandsgemeinde Bad Bergzabern:
- Bad Bergzabern, Stadt
  - Bad Bergzabern
  - Augspurgermühle
  - Emilienruhe, Kinderheim
  - Liebfrauenberg
  - Blankenborn (Ortsbezirk)
- Barbelroth
  - Neumühle
- Birkenhördt
  - Gehlmühle
- Böllenborn
  - Reisdorf
- Dierbach
- Dörrenbach
  - Am Springberg
  - Heyhof
  - Kirschbüschelhof
- Gleiszellen-Gleishorbach
  - Gleishorbach
  - Gleiszellen
  - Villa Bender
- Hergersweiler
- Kapellen-Drusweiler
  - Deutschhof
  - Drusweiler
  - Eichenhöfe
  - Kapellen
  - Kaplaneihof
- Kapsweyer
  - Waldhof
- Klingenmünster
  - Frauenlob, Wagmühle
  - Kaiserbacher Mühle
  - Klingbachhof
  - Magdalenenhof
  - Pfalzklinikum für Psychiatrie und Neurologie
  - Sägemühle
- Niederhorbach
- Niederotterbach
- Oberhausen
  - Haus Böser
  - Ölmühle
- Oberotterbach
  - Brendelsmühle
  - Heidenbrunnenhof
- Oberschlettenbach
  - Bühlhof
  - Hahnenhof
- Pleisweiler-Oberhofen
  - Haus Eichenlaub
  - Wappenschmiede
- Schweigen-Rechtenbach
  - Rechtenbach
  - Schweigen
- Schweighofen
  - Haftelhof
  - Neuhof
  - Windhof
- Steinfeld
  - Bienwaldziegelhütte
  - Kleinsteinfeld
  - Schaidt, Bahnhof
- Vorderweidenthal
  - Bethof, Naturfreundehaus
  - Lindelbrunn
  - Sägmühle

## Verbandsgemeinde Edenkoben
Gemeinden und Gemeindeteile in der Verbandsgemeinde Edenkoben:
- Altdorf
  - Ziegelhütte
- Böbingen
- Burrweiler
  - Annaberg, Weingut
  - Burrweilermühle, Sägewerk
- Edenkoben, Stadt
  - Heldenstein, Forsthaus
  - Ludwigshöhe
  - Rosengärtchen
  - Waldhaus
  - Wappenschmieden
- Edesheim
  - Eckel, Siedlung
  - Erlenmühle
  - Forsthaus Wolfseck
  - Haus Guth
  - Aussiedlerhof Raiffeisenweg 10
- Flemlingen
- Freimersheim (Pfalz)
  - Freimersheimermühle
  - Kaltenbacherhof
  - Salmhof
- Gleisweiler
  - Hainbachtal, Papiermühle
  - Sanatorium Badstraße
- Gommersheim
  - Kindelsbrunnerhof
- Großfischlingen
- Hainfeld
  - Mittelmühle
- Kleinfischlingen
- Rhodt unter Rietburg
  - Kästenberg, Rebschule
  - Rosengartenhof
- Roschbach
- Venningen
  - Waldsiedlung Helmbach
- Weyher in der Pfalz
  - Buschmühle

## Verbandsgemeinde Herxheim
Gemeinden und Gemeindeteile in der Verbandsgemeinde Herxheim:
- Herxheim bei Landau/Pfalz
  - Hayna (Ortsbezirk)
  - Herxheim
  - Neumühle
  - Sandhof
  - Am Wingertsberg
  - Am Schambach
- Herxheimweyher
- Insheim
- Rohrbach
  - Lettenhof

## Verbandsgemeinde Landau-Land
Gemeinden und Gemeindeteile in der Verbandsgemeinde Landau-Land:
- Billigheim-Ingenheim
  - Appenhofen
  - Kreutzmühle
  - Billigheim
  - Bruchsiedlung
  - Pfalzgrafenmühle
  - Wahlhof
  - Wartgartenmühle
  - Ingenheim
  - Dorfmühle
  - Friedrichshof
  - Im alten Grund
  - Im Peterswingert
  - Kehlerhof
  - Luisenhof
  - St. Georgenhof
  - Mühlhofen
  - Ölmühle
  - Maußhardtmühle
- Birkweiler
  - Am Kolgenbach
  - Am Wald
  - Herrenbergerhof
  - Mandelbergerhof
- Böchingen
- Eschbach
  - Herrenhof
  - Mandelsteinerhof
- Frankweiler
  - Frankweilermühle
- Göcklingen
  - Kapellenhof
- Heuchelheim-Klingen
  - Heuchelheim
  - Obermühle
  - Schaltwärterhaus der Pfalzwerke
  - Untermühle
  - Klingen
  - Bacchushof
  - Hammerschmiede
  - Lindenhof
  - Erlenhof
- Ilbesheim bei Landau in der Pfalz
  - Am Rittersberg
  - Gebietswinzergenossenschaft Kleine Kalmit
  - Wacholderhof
  - Hirtenbrunner Hof
- Impflingen
  - Birkenhof
  - Gertrudenhof
  - Petershof
  - Sonnenberghof
- Knöringen
- Leinsweiler
  - Birnbacher Hof
  - Leinsweiler Hof
  - Slevogthof
- Ranschbach
- Siebeldingen
  - Geilweilerhof, Rebschule
  - Johanneshof
  - Kindingermühle, Untermühle
  - Marienfelderhof
  - Tenniszentrum im Wiesental
  - Weingut goldener Rebenberg im Sonnenschein
- Walsheim
  - Obermühle

## Verbandsgemeinde Maikammer
Gemeinden und Gemeindeteile in der Verbandsgemeinde Maikammer:
- Kirrweiler (Pfalz)
  - Bahnhof Kirrweiler
  - Bordmühle
  - Breitenstein, Forsthaus
  - Hammelmühle
  - Helmbach, Sägewerk
- Maikammer
  - Alsterweiler
  - Maikammer
- Sankt Martin
  - Jugendhaus am Weinberg
  - Kropsburg, Gaststätte
  - Wappenschmiede
  - Wolsel, Haus

## Verbandsgemeinde Offenbach an der Queich
Gemeinden und Gemeindeteile in der Verbandsgemeinde Offenbach an der Queich:
- Bornheim
- Essingen
  - Dreihof
- Hochstadt (Pfalz)
  - Niederhochstadt
  - Oberhochstadt
  - Bahnhof Hochstadt
  - Fuchsmühle
- Offenbach an der Queich
  - Neumühle